# Фромология
Фромоло́гия (от фр. fromage — «сыр») — коллекционирование этикеток от сыра. Более узкой разновидностью фромологии является тиросемиофилия (фр. tyrosemiophilie, tyrosemiophilе (от греч. tyro — «сыр» и греч. semeion — «знак») — коллекционирование только круглых этикеток, снимаемых с фанерных коробочек от французского сыра типа «Camembert» (камамбер). Иногда тиросемиофилией ошибочно называют коллекционирование любых этикеток от сыра. Этот вид коллекционирования особенно популярен во Франции.

## История
Первая круглая этикетка сыра «камамбер» появилась на сыре «Сан Риваль» в 1887 году. На этикетках помещались самые разнообразные сюжеты. До 1950-х годов этикетки печатались литографическим способом, позднее — офсетной печатью.